# آتلزفورد
آتلزفورد (به انگلیسی: Uttlesford) یک منطقهٔ مسکونی در اسکس، انگلستان است. در سرشماری سال ۲۰۱۱، جمعیت این ناحیه ۷۹،۴۴۳ نفر اعلام شد.